# 德安德烈·乔丹
小海兰德·德安德烈·乔丹（英語：Hyland DeAndre Jordan Jr.，1988年7月21日—），生於美國德克薩斯州休士頓，美国職業籃球運動員，喬丹在2008年NBA选秀中第二轮第三十五顺位被洛杉矶快艇选中。現時效力NBA丹佛金塊，場上位置為中鋒。2016年夏季奧林匹克運動會代表美國參與籃球比賽奪得金牌，於2023年NBA總冠軍賽，跟隨丹佛金塊拿下冠軍。

## 高中生涯
喬丹於1988年7月21日出生在德克薩斯州休士頓。
喬丹高三以前就讀於聖公會高中。高二時，喬丹場均能夠繳出15.0分、12.0籃板和4.0個阻攻。後來喬丹轉學至基督徒生活中心學院，場均提升到26.1分、15.2籃板和8.1個阻攻。並入選了全美大遊行第三隊，囊括了休士頓的許多獎項。在基督徒生活中心學院，喬丹曾在一場比賽中創下了在學生涯最高的37分，並陸續打破許多的學校紀錄。
高中畢業之後，佛羅里達大學、佛羅里達州立大學、印第安納州立大學、德克薩斯州立大學、德州農工大學、路易斯安那州立大學和肯塔基大學等籃球名校積極招募喬丹。而喬丹最後口頭承諾將會進入德州農工大學就讀。
2007年夏天，喬丹代表美國隊出賽2007年U19世界青年籃球錦標賽。喬丹平均上場了9分鐘。後來美國隊以8勝1敗的戰績獲得銀牌。

## 大學生涯
在喬丹抵達大學城之前，德州農工大學的總教練比利·吉里斯皮已經轉往肯塔基大學任職。但喬丹選擇履行他對德州農工大學的入學承諾。
喬丹在德州農工大學大一生涯的35場比賽中先發了21場比賽。平均每場上場20分鐘並繳出7.9分、1.3次阻攻。喬丹曾在三场比赛中连续命中16球，打破了米基·摩尔於1998年在内布拉斯加大学保持的连续命中13球的十二大聯盟的记录。但在那之后，乔丹技术粗糙的缺點逐漸显露，因此失去了主力位置，到了淘汰赛阶段，更是無法獲得上场机会。在和加州大學洛杉磯分校的比赛裡，为了对抗羅素·衛斯特布魯克和凯文·洛夫，德安德烈·乔丹替补出場了15分钟，结果完全落在下风，仅得到6分，且有4次失误。賽季結束後，喬丹宣布將參加2008年的NBA選秀大會。
在選秀大會進行之前，第三方的NBA選秀網站draftexpress.com列出了喬丹的優點和缺點。一些優點包括“令人難以置信的身體素質”、“防守勁爆”、“難以置信的體能”和“異於常人的運動員”。而缺點則包括“得分能力不佳”、“基礎技術差”、“平庸的低位腳步”和“潛力不高”。該網站預測喬丹大概會在首輪第十六順位被費城七六人選中。而其他的選秀模擬網站則預計喬丹會由新澤西籃網在首輪第十順位或是印第安納溜馬在十一順位選中，ESPN則認為喬丹會由孟菲斯灰熊在第一輪第二十八順位選中。

### 大學統計數據
| 賽季    | 大學         | 上場次數 | 先發次數 | 上場時間 | 投篮命中率 | 三分球命中率 | 罚球命中率 | 篮板 | 助攻 | 抄截 | 阻攻 | 得分 |
| ------- | ------------ | -------- | -------- | -------- | ---------- | ------------ | ---------- | ---- | ---- | ---- | ---- | ---- |
| 2007–08 | 德州農工大學 | 35       | 21       | 20.1     | 61.7       | 0.0          | 43.7       | 6.0  | 0.4  | 0.2  | 1.3  | 7.9  |
| 生涯    |              | 35       | 21       | 20.1     | 61.7       | 0.0          | 43.7       | 6.0  | 0.4  | 0.2  | 1.3  | 7.9  |

## 職業生涯

### 洛杉磯快艇（2008–2018）

#### 早年生涯

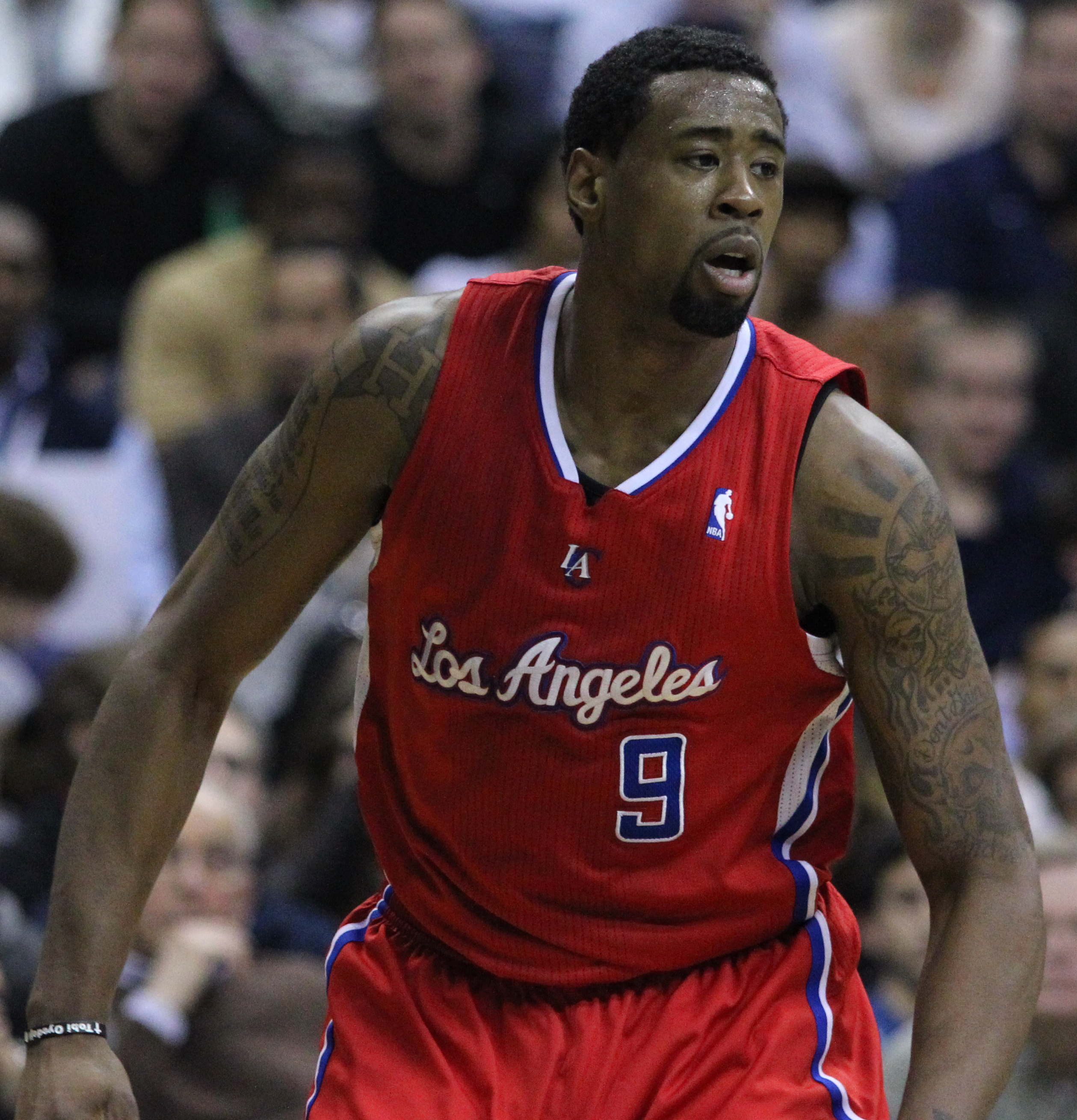
德安德魯·喬丹（攝於2011年）

2008年NBA選秀中，喬丹被洛杉磯快艇於第二輪第35順位選中。2009年1月20日，喬丹在對上明尼蘇達灰狼的比賽中擔任先發球員。在先發的第一場比賽中，喬丹上場了34分鐘，繳出8分、10籃板和6個阻攻。在2009年1月21日對上洛杉磯湖人的比賽中，喬丹上場43分鐘，攻下了生涯新高的23分。其中包括10次扣籃，在過去的10個賽季裡只有兩名球員（德懷特·霍華德和沙奎爾·奧尼爾）曾經達成此成就。整个新秀赛季喬丹出賽了53场，其中擔任先發13場，场均14.5分钟並繳出4.3分、4.5篮板和1.1阻攻的成績，投篮命中率高达63.3%，但是罚球命中率不佳，只有不到40%。
2010–11賽季，由於快艇队主力中锋克里斯·卡曼受伤的緣故，乔丹开始担任先发中锋，并抓住机会打出了身价。整个赛季喬丹出席了擔任先發80場，其中擔任先發66場。场均25分钟並繳出7.1分、7.2篮板和1.8阻攻的成績，投篮命中率高达68.6%，喬丹与布雷克·格里芬的内线组合也被視為快艇队未来的希望。
2011年12月12日，金州勇士為喬丹開出了一份四千三百萬美元的報價表。然而隔天，洛杉磯快艇決定匹配報價，留住了喬丹。在2011–12賽季，喬丹將球衣號碼從9號改為6號。2011年12月25日，喬丹在對上金州勇士的比賽中幫助快艇以以105-86勝出，並創下了職業生涯新高。
2012–13賽季，雖然喬丹的投籃命中率為64.3％，領先全聯盟，但是他的罰球命中率也因為駭客戰術的關係，從原本的52.5％迅速掉落至38.6％，喬丹罰球命中率不佳一直是其職業生涯中的一大困擾。本季是喬丹打滿82場常規賽的第一個賽季。

布雷克·葛里芬與喬丹。

2013年11月30日，快艇隊以104-98戰勝沙加緬度國王的比賽中，喬丹送出了9次阻攻。2014年1月4日，喬丹攻下了職業生涯新高的25分，幫助快艇以119-112擊敗達拉斯獨行俠。本賽季喬丹場均能夠取得13.6個籃板，並得到了職業生涯第一個NBA籃板王。2014年4月30日，喬丹成為聯盟自2008年提姆·鄧肯以後，第二位能夠在季后賽中拿下至少25分、18個籃板和4次阻攻的球員。
2015年2月10日，喬丹在快艇擊敗達拉斯獨行俠的比賽中斬獲22分和職業生涯新高的27個籃板。5月22日，官方宣佈喬丹入選了NBA年度第三隊。在82場常規賽中，喬丹成為自1982–83賽季的摩西·馬龍之後，NBA史上第五位至少得到10分、15個籃板、1抄截和2阻攻的球員。
2015年7月3日，雖然喬丹口頭上承諾將與達拉斯獨行俠簽下一份為期四年的8000萬美元的合約，但是在幾天後卻反悔了，7月9日，一些快艇隊球員來到休士頓與喬丹見面，並說服他退出與獨行俠的簽約。幾個小時後，喬丹違背與獨行俠的口頭協議並與快艇簽訂了一份為期四年，價值8800萬美元的合約。
2015年11月4日，喬丹在對上金州勇士的比賽中搶下13個籃板，從而成為快艇隊史籃板王，超越了前快艇隊球星艾爾頓·布蘭德的4710個籃板。11月30日，喬丹對波特蘭拓荒者拿下了18分和24個籃板，但是他也錯失了22顆罰球（34投12中），與前NBA名人堂球星威爾特·張伯倫於1967年12月1日創下的22次罰球不進紀錄並駕齊驅。2015–16賽季結束後，喬丹入選NBA年度第一隊。

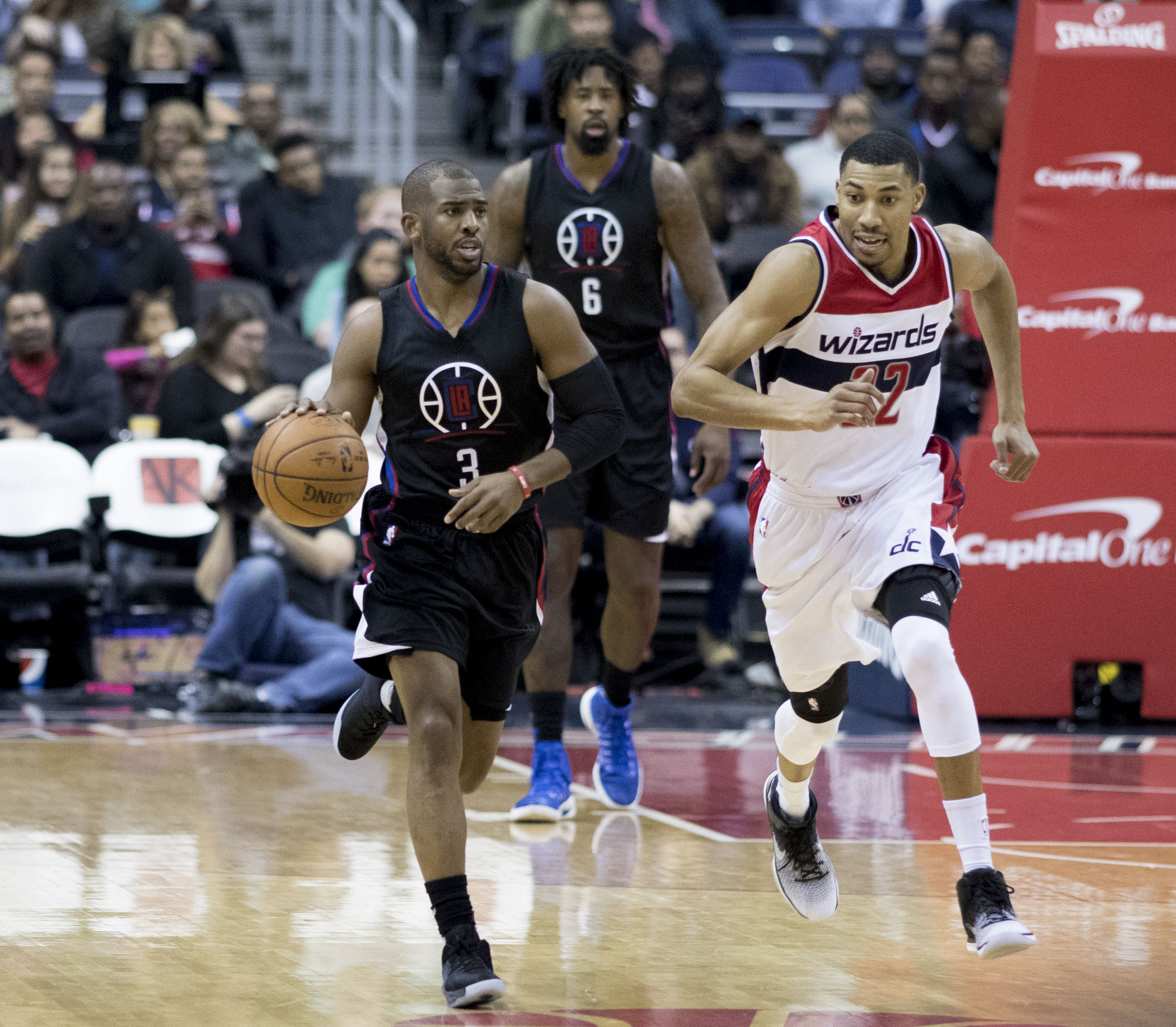
喬丹看著克里斯·保羅進攻。

2016–17賽季，喬丹幫助洛杉磯快艇打出了聯盟開季最好的7勝1敗的戰績。他在11月10日對波特蘭拓荒者進行了職業生涯的第600場比賽。12月28日，喬丹在洛杉磯快艇不敵新奧爾良鵜鶘的比賽中拿下了13分和本季新高的25個籃板。2017年1月14日，快艇以113-97擊敗洛杉磯湖人，喬丹得到了賽季新高的24分和21籃板。並在1月19日刷新职业生涯单场得分纪录，乔丹出场了39分钟，攻下29分、16篮板，但是快艇不敵明尼蘇達灰狼。1月27日，喬丹被獲選為2017年NBA全明星賽西區聯盟的替補陣容，這也是喬丹職業生涯中首次入選全明星陣容。在NBA全明星周末期間，喬丹也獲邀參加了NBA灌籃大賽，但是在第一輪遭到淘汰。2017年5月19日，NBA官方公佈了2016–17賽季例行赛的最佳阵容名单，喬丹第二次入選NBA年度第三隊，這是喬丹職業生涯第三次入選NBA最佳陣容。
在2017年10月20日的賽季開幕戰中，喬丹在快艇以108-92擊敗洛杉磯湖人的比賽中拿下14分、24個籃板。
2018年1月27日，快艇在客场对上曼菲斯灰熊，乔丹本场比赛以先发球員身份登场，这是他为快艇出战的第716场常规赛，他的常规赛出场数也超过了兰迪·史密斯的715场，成為快艇队史出场数最多的球員。2018年3月14日，快艇隊客場對上芝加哥公牛，喬丹攻下29分、18籃板、5助攻以及2阻攻，搭配隊友路·威廉姆斯的26分，幫助快艇在聯合中心以112-106擊退公牛，同時這場比賽也是喬丹連續七場至少搶下15個籃板，為職業生涯次佳表現，在2014–15賽季，喬丹也曾有過連十場至少15個籃板的表現。

### 達拉斯獨行俠（2018–2019）
2018年7月6日，喬丹與達拉斯獨行俠簽下了為期一年的合約。

### 紐約尼克（2019）
尼克與獨行俠交易，與隊友小丹尼斯·史密斯、威斯利·馬修斯到尼克外加2021年未受保護的首輪選秀和2023年1-10首輪簽保護，獨行俠獲得考特尼·李、小蒂姆·哈达威、克里斯塔普斯·波爾津吉斯、特雷·伯克。有人甚至猜测达拉斯独行侠老板马克·库班是借此机会来报之前乔丹失信的一箭之仇。

### 布魯克林籃網（2019–2021）
2019年7月6日，喬丹與布鲁克林篮网簽下4年4000萬美元的合約。2021年9月3日，喬丹被布魯克林籃網交易至底特律活塞。

### 洛杉磯湖人（2021–2022）
2021年9月9日，喬丹在與底特律活塞達成買斷協議後，以自由球員的身份加盟洛杉矶湖人，2022年3月1日，被洛杉矶湖人釋出。。

### 費城76人（2022）
2022年3月3日，成為自由球員的喬丹加盟費城76人。

### 丹佛金塊（2022–至今）
金塊隊在2023年NBA總決賽中以五場比賽擊敗了邁阿密熱火，喬丹奪得了第一個NBA冠軍，也是金塊隊歷史上的第一個NBA冠軍。
2024年7月24日，喬丹與金塊隊續約。

## 職業生涯數據

### NBA例行賽數據統計
| 賽季     | 球隊   | GP    | GS  | MPG  | FG%   | 3P%   | FT%  | RPG   | APG | SPG | BPG | PPG  |
| -------- | ------ | ----- | --- | ---- | ----- | ----- | ---- | ----- | --- | --- | --- | ---- |
| 2008–09  | LAC    | 53    | 13  | 14.6 | .633  | —     | .385 | 4.5   | .2  | .2  | 1.1 | 4.3  |
| 2009–10  | LAC    | 70    | 12  | 16.2 | .605  | .000  | .375 | 5.0   | .3  | .2  | .9  | 4.8  |
| 2010–11  | LAC    | 80    | 66  | 25.6 | .686  | .000  | .452 | 7.2   | .5  | .5  | 1.8 | 7.1  |
| 2011–12  | LAC    | 66*   | 66* | 27.2 | .632  | .000  | .525 | 8.3   | .3  | .5  | 2.0 | 7.4  |
| 2012–13  | LAC    | 82*   | 82* | 24.5 | .643* | —     | .386 | 7.2   | .3  | .6  | 1.4 | 8.8  |
| 2013–14  | LAC    | 82    | 82* | 35.0 | .676* | —     | .428 | 13.6* | .9  | 1.0 | 2.5 | 10.4 |
| 2014–15  | LAC    | 82    | 82* | 34.4 | .710* | .250  | .397 | 15.0* | .7  | 1.0 | 2.2 | 11.5 |
| 2015–16  | LAC    | 77    | 77  | 33.7 | .703* | .000  | .430 | 13.8  | 1.2 | .7  | 2.3 | 12.7 |
| 2016–17  | LAC    | 81    | 81  | 31.7 | .714* | .000  | .430 | 13.8  | 1.2 | .6  | 1.7 | 12.7 |
| 2017–18  | LAC    | 77    | 77  | 31.5 | .645  | —     | .580 | 15.2  | 1.5 | .5  | .9  | 12.0 |
| 2018–19  | DAL    | 50    | 50  | 31.1 | .644  | —     | .682 | 13.7  | 2.0 | .7  | 1.1 | 11.0 |
| 2018–19  | NYK    | 19    | 19  | 26.0 | .634  | —     | .773 | 11.4  | 3.0 | .5  | 1.1 | 10.9 |
| 2019–20  | BKN    | 56    | 6   | 22.0 | .666  | —     | .680 | 10.0  | 1.9 | .3  | .9  | 8.3  |
| 2020–21  | BKN    | 57    | 43  | 21.9 | .763  | .000  | .500 | 7.5   | 1.6 | .3  | 1.1 | 7.5  |
| 2021–22  | LAL    | 32    | 19  | 12.8 | .674  | —     | .462 | 5.4   | .4  | .3  | .8  | 4.1  |
| 2021–22  | PHI    | 16    | 1   | 13.4 | .593  | —     | .714 | 5.8   | .5  | .1  | .6  | 4.6  |
| 2022–23† | DEN    | 39    | 8   | 15.0 | .765  | 1.000 | .458 | 5.2   | .9  | .3  | .6  | 5.1  |
| 2023–24  | DEN    | 36    | 2   | 11.0 | .624  | —     | .491 | 4.4   | .7  | .2  | .4  | 3.9  |
| 生涯     | 生涯   | 1,055 | 786 | 25.8 | .674‡ | .154  | .475 | 10.0  | .9  | .5  | 1.5 | 8.8  |
| 明星賽   | 明星賽 | 1     | 0   | 12.5 | .600  | .000  | —    | 3.0   | 2.0 | .0  | .0  | 6.0  |

### NBA季後賽數據統計
| 賽季    | 球隊 | GP | GS | MPG  | FG%   | 3P%  | FT%   | RPG  | APG | SPG | BPG | PPG  |
| ------- | ---- | -- | -- | ---- | ----- | ---- | ----- | ---- | --- | --- | --- | ---- |
| 2011–12 | LAC  | 11 | 11 | 22.7 | .525  | —    | .333  | 5.3  | .4  | .6  | 1.6 | 4.5  |
| 2012–13 | LAC  | 6  | 6  | 24.1 | .455  | —    | .222  | 6.3  | .2  | .2  | 1.7 | 3.7  |
| 2013–14 | LAC  | 13 | 13 | 34.0 | .730  | —    | .434  | 12.5 | .8  | .9  | 2.5 | 9.6  |
| 2014–15 | LAC  | 14 | 14 | 34.5 | .716  | —    | .427  | 13.4 | 1.1 | 1.1 | 2.4 | 13.1 |
| 2015–16 | LAC  | 6  | 6  | 33.1 | .632  | —    | .373  | 16.3 | 1.8 | 1.2 | 2.7 | 11.7 |
| 2016–17 | LAC  | 7  | 7  | 37.8 | .705  | .000 | .393  | 14.4 | .7  | .4  | .9  | 15.4 |
| 2022    | PHI  | 3  | 2  | 10.2 | 1.000 | —    | —     | 2.3  | .3  | .0  | .7  | 3.3  |
| 2023†   | DEN  | 4  | 0  | 3.4  | .667  | —    | .500  | 1.0  | .3  | .0  | .3  | 1.3  |
| 2024    | DEN  | 2  | 0  | 6.5  | .500  | —    | 1.000 | 1.5  | .0  | .5  | .5  | 2.0  |
| 生涯    | 生涯 | 66 | 59 | 27.8 | .667‡ | .000 | .408  | 10.0 | .7  | .7  | 1.8 | 8.7  |

### 成就/職業生涯里程碑
- 兩節中最多罰球機會：28個（2015年5月10日 對手：休士頓火箭）（打破沙奎尔·奥尼尔所保持兩節中最多罰球機會：27個）

## 外部連結
- 德安德烈·乔丹在fiba.basketball（英语）
- 德安德烈·乔丹在archive.fiba.com（存檔）（英语）
- 德安德烈·乔丹在NBA官網（英语）
- 德安德烈·乔丹在Basketball-Reference.com（NBA）（英语）
- 德安德烈·乔丹在Basketball-Reference.com（國際）（英语）
- 德安德烈·乔丹在Sports-Reference.com（NCAA）（英语）
- 德安德烈·乔丹在ESPN（NBA）（英语）
- 德安德烈·乔丹在Eurobasket.com（球員）（英语）
- 德安德烈·乔丹在Proballers（英语）
- 德安德烈·乔丹在RealGM（球員）（英语）
- 德安德烈·乔丹在Olympedia（英语）